# گری ابلت
گری ابلت (انگلیسی: Gary Ablett (English footballer)؛ ۱۹ نوامبر ۱۹۶۵ – ۱ ژانویهٔ ۲۰۱۲) یک بازیکن فوتبال، و مربی اهل انگلستان بود.
از باشگاه‌هایی که در آن بازی کرده‌است می‌توان به بیرمنگام سیتی، لیورپول، هال سیتی، دربی کانتی، بلکپول، شفیلد یونایتد، باشگاه فوتبال وایکام واندررز، و اورتون اشاره کرد.